# Iago Mendonça
Iago Pereira Mendonça, noto semplicemente come Iago Mendonça (16 agosto 1999), è un calciatore brasiliano, difensore del Floriana.

## Caratteristiche tecniche
È un difensore centrale.

## Carriera
Cresciuto nel settore giovanile del Goiás, debutta in prima squadra il 21 marzo 2019 giocando l'incontro del Campionato Goiano vinto 2-1 contro l'Iporá. Dopo aver giocato in prestito all'Aparecidense fra settembre ed ottobre 2020, il 3 dicembre fa il suo esordio in Série A scendendo in campo dal primo minuto nella sconfitta casalinga per 3-0 contro il San Paolo.
Nel 2024 si trasferisce all'Alverca, club neopromosso nella seconda divisione portoghese, dove con 9 presenze contribuisce a conquistare un secondo posto in classifica, con conseguente promozione in prima divisione; successivamente si trasferisce nella prima divisione maltese al Floriana.

## Statistiche
Statistiche aggiornate al 27 maggio 2023.

### Presenze e reti nei club
| Stagione        | Squadra         | Campionato      | Campionato | Campionato | Coppe nazionali | Coppe nazionali | Coppe nazionali | Coppe continentali | Coppe continentali | Coppe continentali | Altre coppe | Altre coppe | Altre coppe | Totale | Totale | Totale |
| Stagione        | Squadra         | Comp            | Pres       | Reti       | Comp            | Pres            | Reti            | Comp               | Pres               | Reti               | Comp        | Pres        | Reti        | Pres   | Reti   |        |
| --------------- | --------------- | --------------- | ---------- | ---------- | --------------- | --------------- | --------------- | ------------------ | ------------------ | ------------------ | ----------- | ----------- | ----------- | ------ | ------ | ------ |
| 2019            | Goiás           | PD/GO+A         | 1+0        | 0          | CB              | 0               | 0               |                    | -                  | -                  | CV          | 4           | 1           | 5      | 1      |        |
| 2020            | Goiás           | PD/GO+A         | 4+10       | 0          | CB              | 0               | 0               | CS                 | 0                  | 0                  |             | -           | -           | 14     | 0      |        |
| 2021            | Goiás           | PD/GO+B         | 9+16       | 0          | CB              | 0               | 0               |                    | -                  | -                  |             | -           | -           | 25     | 0      |        |
| 2022            | Goiás           | PD/GO           | 1          | 0          | CB              | 0               | 0               |                    | -                  | -                  |             | -           | -           | 1      | 0      |        |
| Totale Goiás    | Totale Goiás    | Totale Goiás    | 41         | 0          |                 | 0               | 0               |                    | 0                  | 0                  |             | 4           | 1           | 45     | 1      |        |
| 2022            | CRB             | PD/AL+C         | 0+13       | 0          | CB              | 0               | 0               |                    | -                  | -                  | CdN         | 3           | 0           | 16     | 0      |        |
| 2023            | Blooming        | LFPB            | 1          | 0          | CB              | 1               | 0               | CS                 | 0                  | 0                  |             | -           | -           | 2      | 0      |        |
| Totale carriera | Totale carriera | Totale carriera | 55         | 0          |                 | 1               | 0               |                    | 0                  | 0                  |             | 7           | 1           | 63     | 1      |        |